# Mihai Tararache
Mihai Tararache est un footballeur roumain, né le 25 octobre 1977 à Bucarest au Roumanie. Il évolue comme milieu défensif.

## Palmarès

### Club
- Gloria Bistrița
  - Vainqueur de la Coupe de Roumanie en 1994.
  - Finaliste de la Supercoupe de Roumanie en 1994.

- Grasshopper Zurich
  - Champion de Suisse en 2001 et 2003.

- FC Zurich
  - Champion de Suisse en 2006.
  - Vainqueur de la Coupe de Suisse en 2005.

- MSV Duisbourg
  - Finaliste de la Coupe d'Allemagne en 2011.